# Rainer Röhricht
Rainer Röhricht (* 8. September 1929; † 2013) war ein deutscher evangelischer Theologe und Hochschullehrer.

## Leben
Röhricht studierte evangelische Theologie, Philosophie und der Psychologie in Berlin und Tübingen. Die Promotion zum Dr. phil. erfolgte 1954 bei Eduard Spranger und Otto Friedrich Bollnow. 1964 wurde er an der Universität Hamburg zum Dr. theol. promoviert. Dort war er von 1968 bis 1971 Privatdozent für Systematische Theologie und von 1971 bis 1974  Wissenschaftlicher Rat und Professor für Systematische Theologie. Von 1974 bis zu seinem Ruhestand 1994 lehrte er als Professor für Systematische Theologie an der Kirchlichen Hochschule Wuppertal.

## Schriften (Auswahl)
- Zwischen Historismus und Existenzdenken. Die Geschichtsphilosophie Ernst Troeltschs. Dissertation. Universität Tübingen, 1954, DNB 480544670.
- Theologie als Hinweis und Entwurf. Eine Untersuchung der Eigenart und Grenzen theologischer Aussagen. Mohn, Gütersloh 1964, DNB 454073283 (Zugleich: Dissertation, Universität Hamburg, 1964).
- mit Jörg Zink: Was Christen glauben. 5. Auflage 1971; 12. Auflage Mohn, Gütersloh 1992, ISBN 3-579-01299-1.